# Gerrit Wildeboer
Gerrit Wildeboer (Amsterdam, 9 september 1855 - Leiden, 4 september 1911) was een Nederlands theoloog. Hij was als hoogleraar verbonden aan de Rijksuniversiteit Groningen en de Universiteit Leiden.

## Biografie
Gerrit Wildeboer werd geboren op 9 september 1855 in Amsterdam als zoon van Jan Wildeboer en Maria Verhoef. Zijn moeder kwam te overlijden toen hij een jaar oud was. Zijn jeugd bracht hij door binnen een orthodox-hervormd milieu in zijn geboortestad. Hij volgde onderwijs aan het stedelijk gymnasium, waar hij tot en met 1874 lessen volgde. Daarna werd hij ingeschreven als student godgeleerdheid aan de Universiteit Leiden. Tijdens zijn studie sloot hij vriendschap met Christiaan Snouck Hurgronje en Herman Bavinck. Wildeboers interesse werd gewekt door het Oude Testament. In 1880 promoveerde hij op het proefschrift De waarde der Syrische evangeliën door Cureton ontdekt en uitgegeven. Datzelfde jaar trouwde hij met Diderika Maria Hoos, dochter van een fabrikant. In 1881 werd hij predikant bij de Nederlandse Hervormde gemeente in Heiloo. In die periode werd zijn werk De Profeet Micha en zijne beteekenis voor het verstand der profetie onder Israël (1884) gepubliceerd.
In 1884 volgde zijn benoeming tot hoogleraar in de godgeleerdheid aan de Rijksuniversiteit Groningen met als leeropdracht "Israëlitische letterkunde, uitlegging van het Oude Testament en geschiedenis van de Israëlitische godsdienst". Hij aanvaardde dit ambt met de rede De profetie onder Israël in hare grondbeteekenis voor christendom en theologie nadat hij een eerder aangeboden hoogleraarschap van de Vrije Universiteit Amsterdam had afgeslagen. In 1887 werd zijn werk Karakter en beginselen van het historischkritish onderzoek des Ouden Verbonds uitgegeven. Gedurende het collegejaar 1897-1898 vervulde hij de functie van rector magnificus. De rede die hij tijdens de overdracht hield is getiteld Jahvedienst en volksreligie in Israël. In 1898 werd hij tevens benoemd tot lid van de Koninklijke Nederlandse Akademie van Wetenschappen.
Hij werd in 1904 benoemd tot Ridder in de Orde van de Nederlandse Leeuw. In 1907 maakte hij de overstap naar de Universiteit Leiden. Hij werd aangesteld als hoogleraar "Hebreeuwse Taal-en Letterkunde en Israëlitische Oudheden" en zijn oratie luidde De tegenwoordige stand van het Oud-Testamentische vraagstuk. Eerder had hij een aanstelling aan de Universiteit van Amsterdam geweigerd.
Wildeboer combineerde historisch-kritisch onderzoek van de Bijbel met orthodoxe theologische opvattingen. In dat opzicht onderscheidde hij zich van zijn Leidse leermeesters Abraham Kuenen en Henricus Oort, die tot de moderne richting behoorden. Meer verwant voelde hij zich met zijn Groningse voorganger Valeton, die echter meer uitgesproken dan Wildeboer voor de ethische theologie koos.
Wildeboer overleed in 1911 na een kort ziekbed in Leiden.